# Jan Posthuma
Jan Marcus Posthuma (ur. 11 czerwca 1963 w Dokkum) – holenderski siatkarz, środkowy. Dwukrotny medalista olimpijski.
Mierzący 209 cm wzrostu zawodnik w 1992 w Barcelonie wspólnie z kolegami zajął drugie miejsce. Cztery lata później znalazł się wśród mistrzów olimpijskich. Brał także udział w IO 88. W 1994 był najlepszym blokującym Ligi Światowej. Grał we Włoszech, przez sezon był graczem Sisley Treviso, jednak najwięcej czasu spędził w Gabeca Montichiari.